# 可穿戴技术

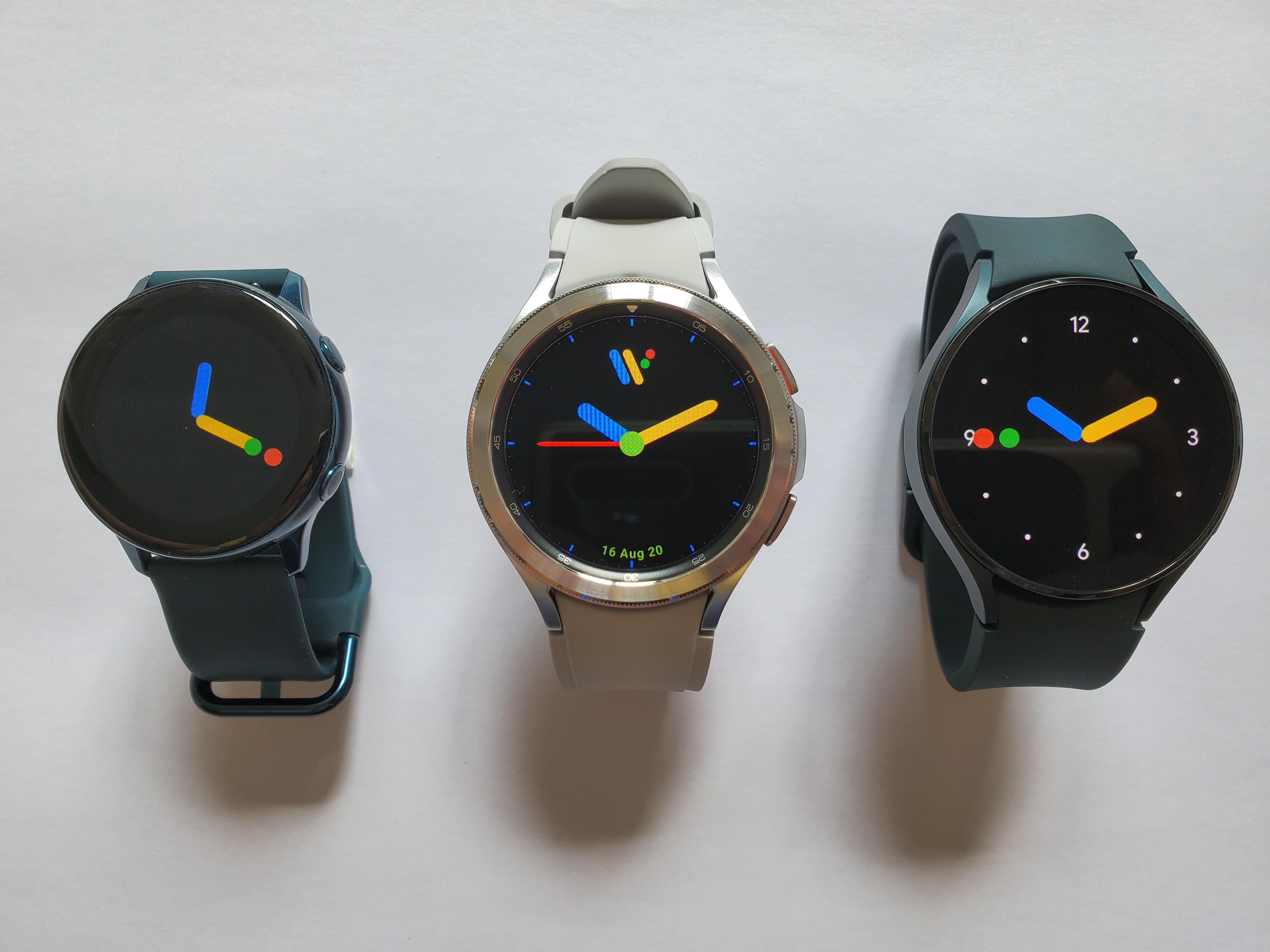
智能手表应用可穿戴技术

可穿戴技术指贴近皮肤表面的小型智能（具有微控制器的）电子设备。它们能够检测、分析和传输与身体信号（例如生命体征）或环境数据有关的信息。在某些情况下，可穿戴技术也可以为佩戴者提供生物反馈。
因为其中的电子设备、软件、和传感器等使物件能够通过互联网在无需人工干预的情况下与制造商，运营商等其他联网设备交换数据，运动追踪器等可穿戴设备也是物联网技术的一个例子。
可穿戴技术具有多种随着该领域的扩展而增长的应用。随着智能手表和运动追踪器的普及，可穿戴技术也逐渐被纳入到了消费电子产品之中。市场上流行的智能手表，比如Apple Watch，都是可穿戴技术的例子。除了商业用途，可穿戴技术也可以被用于导航系统、先进纺织品和医疗保健当中。由于可穿戴技术经常涉及关键性的功能，其的可靠性和安全性必须提前经过严格的审查。 

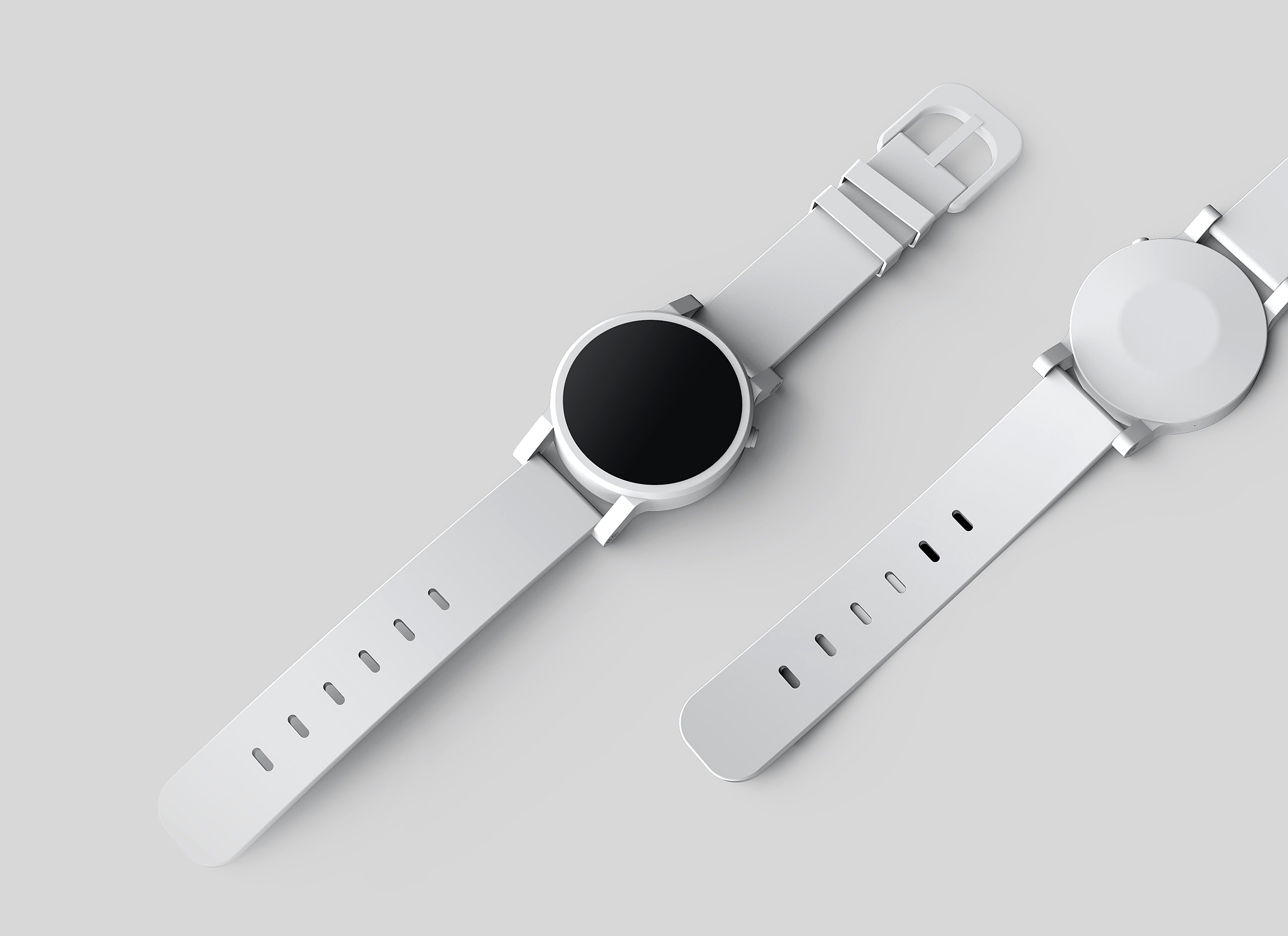
Android 智能手表
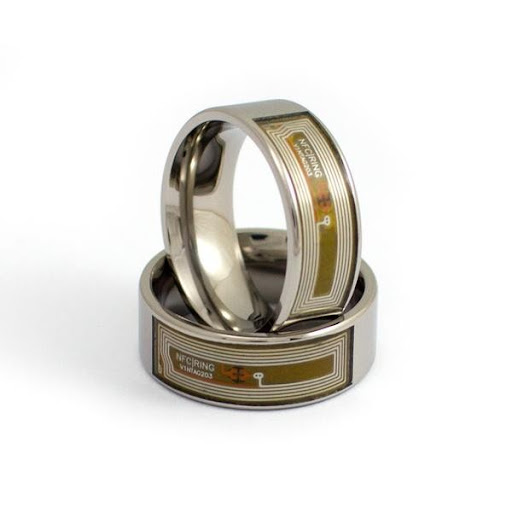
世界上第一个面向消费者的智能戒指，由McLear/NFC Ring制造，2013年
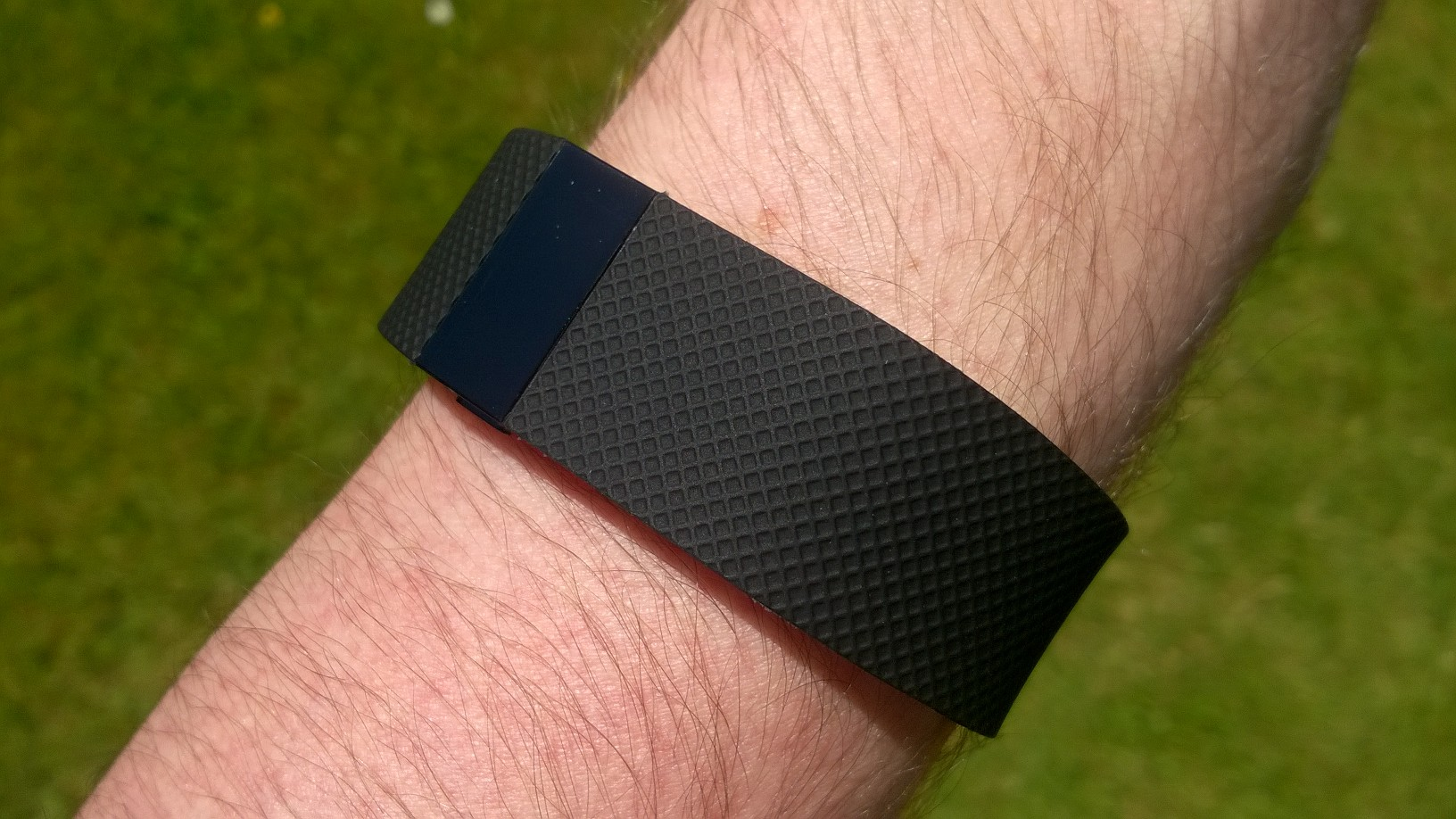
Fitbit，一个现代可穿戴设备